# Luigi di Nassau-Saarbrücken
Luigi, Principe di Nassau-Saarbrücken (Saarbrücken, 3 gennaio 1745 – Aschaffenburg, 2 marzo 1794), fu l'ultimo principe regnante di Nassau-Saarbrücken. Regnò dal 1768 fino a poco dopo lo scoppio della Rivoluzione francese.

## Vita
Luigi nacque a Saarbrücken come secondogenito e primo figlio maschio di Guglielmo Enrico, Principe di Nassau-Saarbrücken e di sua moglie la Principessa Sofia di Erbach-Erbach. Come suo padre, fu educato all'Università di Strasburgo. Il suo Grand Tour lo porto in Inghilterra (dal 1759 al 1766), nei Paesi Bassi, in Francia e Germania.
Il 30 ottobre 1766 Luigi sposò nel Castello di Schwarzburg Guglielmina di Schwarzburg-Rudolstadt (1751-1780). Il matrimonio si rivelò infelice, e Guglielmina ritirò nel Castello di Halberg, dove allevò il loro unico figlio Enrico Luigi (1768-1797).
Il di fuori del suo matrimonio, Luigi ebbe due figli illegittimi dalla Baronessa Amalia Federica di Dorsberg. Il 28 febbraio 1787, sposò la sua serva Katharina Kest (1757-1829). Poiché ella era una cittadina comune, Luigi la elevo a Contessa di Ottweiler. Da questo matrimonio morganatico, ebbe altri sette figli, incluso il più giovane Adolfo:
- Luigi Alberto (1775-1784)
- Carlo Luigi (1776-1799)
- Luisa (1778-1855)
- Enrico (1779-1781)
- Luigi (1785-1796)
- Caterina (1786-1818)
- Adolfo (1789-1812)

Dopo la morte di suo padre nel 1768, Luigi assunse l'attività di governo di Nassau-Saarbrücken. Egli proseguì in gran parte le politiche economiche di suo padre, ma fu sempre più soggetto a vincoli finanziari, tanto che dovette ipotecare la signoria di Jugenheim al principato di Nassau-Usingen dal 1769 fino al 1777. Nel 1770, fece richiesta all'Imperatore Giuseppe di nominare una commissione su debito. La commissione fu dissolta nel 1782. Poiché la sua posizione finanziaria era ancora delicata, Luigi trasferì la sua sede di governo dal palazzo a Saarbrücken al piccolo padiglione di caccia nell'area circostante.
Nonostante la sua posizione finanziaria ristretta, Luigi fu in grado di completare alcuni progetti di costruzione. Nel 1769, costruì il palazzo di Ludwigberg e i giardini sulla Malstatter Bahn.  Nel 1775, fece completare la Ludwigskirche ad opera di Friedrich Joachim Stengel, di cui suo padre aveva cominciato la costruzione.
Fu un sovrano assolutista illuminato. Egli emanò nuovi regolamenti per l'agricoltura e la silvicoltura e riformò il sistema scolastico. Egli riformò anche il codice penale e abolì la tortura.
Nel 1793, la sua salute stava venendo a mancare quando fuggì prima della rivoluzione francese a Aschaffenburg. Morì lì in esilio, e fu sepolto nella Chiesa evangelica di San Lorenzo a Usingen. Il 23 novembre 1995, il suo corpo fu trasferito nella chiesa del castello di Saarbrücken.

## Ascendenza
|                                                   |                                              |                                                             | Genitori                                               |  |  | Nonni |  |  | Bisnonni                        |  |  | Trisnonni                                   |  |
|                                                   |                                              |                                                             |                                                        |  |  |       |  |  | Walrad, conte di Nassau-Usingen |  |  | Wilhelm Ludwig, conte di Nassau-Saarbrücken |  |
|                                                   |                                              |                                                             |                                                        |  |  |       |  |  | Walrad, conte di Nassau-Usingen |  |  | Wilhelm Ludwig, conte di Nassau-Saarbrücken |  |
|                                                   |                                              | Anna Amalia von Baden-Durlach                               |                                                        |  |  |       |  |  | Walrad, conte di Nassau-Usingen |  |  |                                             |  |
| Wilhelm Heinrich, principe di Nassau-Usingen      |                                              |                                                             |                                                        |  |  |       |  |  | Walrad, conte di Nassau-Usingen |  |  |                                             |  |
|                                                   |                                              | Catherine Françoise de Croÿ-Roeulx                          | Eustache II de Croÿ, conte di Roeulx                   |  |  |       |  |  |                                 |  |  |                                             |  |
|                                                   |                                              | Catherine Françoise de Croÿ-Roeulx                          | Eustache II de Croÿ, conte di Roeulx                   |  |  |       |  |  |                                 |  |  |                                             |  |
|                                                   |                                              | Catherine Françoise de Croÿ-Roeulx                          | Theodora Gertrud Maria Kettler, baronessa di Lage      |  |  |       |  |  |                                 |  |  |                                             |  |
| Wilhelm Heinrich, principe di Nassau-Saarbrücken  |                                              | Catherine Françoise de Croÿ-Roeulx                          |                                                        |  |  |       |  |  |                                 |  |  |                                             |  |
|                                                   |                                              | Heinrich, principe di Nassau-Dillenburg                     | Georg Ludwig, principe ereditario di Nassau-Dillenburg |  |  |       |  |  |                                 |  |  |                                             |  |
|                                                   |                                              | Heinrich, principe di Nassau-Dillenburg                     | Georg Ludwig, principe ereditario di Nassau-Dillenburg |  |  |       |  |  |                                 |  |  |                                             |  |
|                                                   |                                              | Heinrich, principe di Nassau-Dillenburg                     | Anna Auguste von Braunschweig-Wolfenbüttel             |  |  |       |  |  |                                 |  |  |                                             |  |
| Charlotta Amalia von Nassau-Dillenburg            |                                              | Heinrich, principe di Nassau-Dillenburg                     |                                                        |  |  |       |  |  |                                 |  |  |                                             |  |
|                                                   |                                              | Dorota Elżbieta Brzeskia                                    | Jerzy III, principe di Brieg                           |  |  |       |  |  |                                 |  |  |                                             |  |
|                                                   |                                              | Dorota Elżbieta Brzeskia                                    | Jerzy III, principe di Brieg                           |  |  |       |  |  |                                 |  |  |                                             |  |
|                                                   |                                              | Dorota Elżbieta Brzeskia                                    | Sophie Katharina von Münsterberg-Oels                  |  |  |       |  |  |                                 |  |  |                                             |  |
| Ludwig, principe di Nassau-Saarbrücken            |                                              | Dorota Elżbieta Brzeskia                                    |                                                        |  |  |       |  |  |                                 |  |  |                                             |  |
|                                                   | Georg Albrecht II, conte di Erbach-Fürstenau | Georg Albrecht I, conte di Erbach-Schönberg                 |                                                        |  |  |       |  |  |                                 |  |  |                                             |  |
|                                                   | Georg Albrecht II, conte di Erbach-Fürstenau | Georg Albrecht I, conte di Erbach-Schönberg                 |                                                        |  |  |       |  |  |                                 |  |  |                                             |  |
|                                                   | Georg Albrecht II, conte di Erbach-Fürstenau | Elisabeth Dorothea von Hohenlohe-Waldenburg-Schillingsfürst |                                                        |  |  |       |  |  |                                 |  |  |                                             |  |
| Georg Wilhelm, conte di Erbach-Erbach-Reichenberg | Georg Albrecht II, conte di Erbach-Fürstenau |                                                             |                                                        |  |  |       |  |  |                                 |  |  |                                             |  |
|                                                   |                                              | Anna Dorothea von Hohenlohe-Waldenburg                      | Philipp Gottfried, conte di Hohenlohe-Waldenburg       |  |  |       |  |  |                                 |  |  |                                             |  |
|                                                   |                                              | Anna Dorothea von Hohenlohe-Waldenburg                      | Philipp Gottfried, conte di Hohenlohe-Waldenburg       |  |  |       |  |  |                                 |  |  |                                             |  |
|                                                   |                                              | Anna Dorothea von Hohenlohe-Waldenburg                      | Anna Christine zu Limpurg-Sontheim                     |  |  |       |  |  |                                 |  |  |                                             |  |
| Sophie Christine zu Erbach                        |                                              | Anna Dorothea von Hohenlohe-Waldenburg                      |                                                        |  |  |       |  |  |                                 |  |  |                                             |  |
|                                                   |                                              | Hans Caspar, conte di Bothmer                               | Julius August, conte di Bothmer                        |  |  |       |  |  |                                 |  |  |                                             |  |
|                                                   |                                              | Hans Caspar, conte di Bothmer                               | Julius August, conte di Bothmer                        |  |  |       |  |  |                                 |  |  |                                             |  |
|                                                   |                                              | Hans Caspar, conte di Bothmer                               | Margarethe Eleonore von Petersdorff                    |  |  |       |  |  |                                 |  |  |                                             |  |
| Sophie Charlotte von Bothmer                      |                                              | Hans Caspar, conte di Bothmer                               |                                                        |  |  |       |  |  |                                 |  |  |                                             |  |
|                                                   |                                              | Gisela Erdmuthe von Hoym                                    | Ludwig Gebhard, barone di Hoym                         |  |  |       |  |  |                                 |  |  |                                             |  |
|                                                   |                                              | Gisela Erdmuthe von Hoym                                    | Ludwig Gebhard, barone di Hoym                         |  |  |       |  |  |                                 |  |  |                                             |  |
|                                                   |                                              | Gisela Erdmuthe von Hoym                                    | Sophie Katharina von Schönfeld                         |  |  |       |  |  |                                 |  |  |                                             |  |
|                                                   |                                              | Gisela Erdmuthe von Hoym                                    |                                                        |  |  |       |  |  |                                 |  |  |                                             |  |